# Sasha (disc jockey)
Sasha, pseudonimo di Alexander Paul Coe (Bangor, 4 settembre 1969), è un disc jockey e produttore discografico gallese.
Nel 2000 è stato votato come DJ numero 1 del mondo da DJ Magazine.

## Discografia parziale

### Album in studio
- 1994 - The Qat Collection
- 2002 - Airdrawndagger

### Raccolte
- 1994 - Renaissance - The Mix Collection with John Digweed
- 1996 - Northern Exposure with John Digweed
- 1997 - Northern Exposure 2 with John Digweed
- 1998 - Global Underground 009: San Francisco
- 1999 - Northern Exposure: Expeditions with John Digweed
- 1999 - Global Underground 013: Ibiza
- 2000 - Communicate with John Digweed
- 2004 -  Involver
- 2005 -  Fundacion NYC
- 2006 - Avalon Los Angeles CA 24/06/06
- 2008 - The emFire Collection: Mixed, Unmixed & Remixed
- 2008 -  Invol2ver
- 2013 - Invol<3r

### DVD
- 2006 - Sasha & John Digweed present Delta Heavy with John Digweed